# 福田千鶴
福田 千鶴（ふくだ ちづる、1961年12月15日 - ）は、日本の歴史学者。九州大学教授。専攻は日本近世政治史・史料学。幕藩制におけるお家騒動や武家の奥向に関する研究をおこなっている。

## 略歴
1961年（昭和36年）12月15日、福岡県福岡市生まれ。福岡県立福岡高等学校を経て、1985年（昭和60年）九州大学文学部史学科（国史学専攻）卒。卒業論文のテーマは福岡藩のお家騒動である黒田騒動。修士論文では当初豊臣秀頼をテーマに史料収集を行っていたが、卒論以来のテーマであるお家騒動に変更された。1993年（平成5年）同大学院文学研究科博士課程中退。同年、国文学研究資料館助手。1997年（平成9年）学位論文「幕藩制の確立と御家騒動に関する研究」で九州大学より博士（文学）を受けた。2000年代には大奥や武家の女性の研究でも成果を挙げた。
2000年（平成12年）旧・東京都立大学人文学部助教授、首都大学東京都市教養学部准教授を経て2008年（平成20年）九州産業大学国際文化学部教授、2014年（平成26年）九州大学基幹教育院教授。福岡市史編集委員会近世専門部会専門委員。

## 受賞歴
2019年（令和元年）、著書『近世武家社会の奥向構造 : 江戸城・大名武家屋敷の女性と職制』が「奥向きの女性と職制を将軍家と大名家で研究した力作。女性を個人や女性論からだけでなく、職制や文化など広く捉える試みは画期的。」との評価を受け、第17回「徳川賞」を受賞。

## 著作リスト

### 単著
- 『幕藩制的秩序と御家騒動』校倉書房〈歴史科学叢書〉、1999年
- 『酒井忠清』吉川弘文館〈人物叢書〉、2000年　ISBN　9784642052184　オンデマンド版　2024年　ISBN　9784642752183
- 『江戸時代の武家社会 : 公儀・鷹場・史料論』校倉書房、2005年
- 『御家騒動 : 大名家を揺るがした権力闘争』中央公論新社〈中公新書〉、2005年　ISBN　9784121017888
- 『淀殿 : われ太閤の妻となりて』ミネルヴァ書房〈ミネルヴァ日本評伝選〉、2007年　ISBN　9784623048106
- 『徳川綱吉 : 犬を愛護した江戸幕府五代将軍』山川出版社〈日本史リブレット〉、2010年
- 『江の生涯 : 徳川将軍家御台所の役割』中央公論新社〈中公新書〉、2010年
- 『徳川秀忠 : 江が支えた二代目将軍』新人物往来社、2011年
- 『豊臣秀頼』吉川弘文館〈歴史文化ライブラリー〉387、2014年　ISBN　9784642057875
- 『後藤又兵衛 : 大坂の陣で散った戦国武将』中央公論新社〈中公新書〉、2016年
- 『春日局 : 今日は火宅を遁れぬるかな』ミネルヴァ書房〈ミネルヴァ日本評伝選〉、2017年　ISBN　9784623079339
- 『近世武家社会の奥向構造 : 江戸城・大名武家屋敷の女性と職制』吉川弘文館、2018年　ISBN　9784642034883
- 『城割の作法 : 一国一城への道程』吉川弘文館、2020年　ISBN　9784642034975
- 『女と男の大奥 : 大奥法度を読み解く』吉川弘文館〈歴史文化ライブラリー〉528、2021年　ISBN　9784642059282
- 『大奥を創った女たち』吉川弘文館〈歴史文化ライブラリー〉549、2022年　ISBN　9784642059497
- 『高台院』吉川弘文館〈人物叢書〉、2024年　ISBN　9784642053167

### 編纂
- 『【新選】御家騒動』上下、新人物往来社、2007年。

### 論文
- 福田千鶴 - CiNii